# جیمز براون (سیاستمدار)
جیمز براون (انگلیسی: James Brown؛ ۱۱ سپتامبر ۱۷۶۶ – ۷ آوریل ۱۸۳۵) سیاست‌مدار اهل ایالات متحده آمریکا بود. او از ۵ فوریه ۱۸۱۳ تا ۴ مارس ۱۸۱۷ لوئیزیانا را در مجلس سنای ایالت متحده آمریکا نمایندگی می‌کرد.